# Kloster Patollen
Das Kloster der heiligen Dreifaltigkeit (lateinisch Coenobium Sancti Trinitatis) war ein Kloster des Ordens der Augustiner-Eremiten in Patollen bei Domnau und Groß Waldeck (heute Ossokino) im damaligen Deutschordensstaat.

## Geschichte
1402 wurde einem Peter Nagel erstmals Geld für den Bau seines Klosters vom Hochmeister des Deutschen Ordens zugeteilt. 1404 wurde erstmals das Kloster Patollen erwähnt. In der Folgezeit erhielt es einige Dörfer in der Umgebung sowie Stiftungen, unter anderem zum Bau einer Kapelle und für tägliche Seelenmessen für vier Ritter.
1524 waren bereits einige Mönche entlaufen, 1526 wurde das Kloster dem Rat und Hofmeister Heinrich von Kittlitz von Herzog Albrecht übereignet.

## Verfassung und Besitz
Das Kloster wurde von einem Prior geleitet.
Es besaß die Dörfer Groß Waldeck, Klein Waldeck, Kemnitten, Mostitten, Almenhausen und Abschwangen, in den beiden letzteren auch das Kirchenpatronat.